# Pristimantis roni
El cutín de Ron (Pristimantis roni) es una especie de anfibio anuro de la familia Craugastoridae. Solo se ha encontrado en el Parque nacional Sangay, Ecuador, a 1900 m s. n. m. Esta especie debe su nombre en honor a Santiago Ron, curador del Museo de Zoología e investigador de la Pontificia Universidad Católica del Ecuador (PUCE).

## Morfología
Se caracteriza por tener una cresta craneal, un tímpano visible, tubérculos cónicos grandes en las extremidades y una coloración ventral homogéneamente crema.